# Preben Dabelsteen
Preben Gustav Dabelsteen (* 14. Oktober 1925; † 23. Januar 2017) war ein dänischer Badmintonspieler.

## Karriere
Dabelsteen wurde 1946, 1947, 1948, 1951 und 1956 dänischer Meister im Herrendoppel mit Jørn Skaarup. Die inoffiziellen Weltmeisterschaften, die All England, gewann er zweimal. 1948 siegte er im Doppel mit Børge Frederiksen und 1950 einmal mehr mit Jørn Skaarup. 1946 und 1947 gewann er die Denmark Open und 1954 die Dutch Open. Im Finale der Erstauflage des Thomas Cups verlor er 1949 mit dem dänischen Team gegen Malaysia.
Nach seiner aktiven Karriere arbeitete er als Sportjournalist.

## Erfolge
| Saison    | Veranstaltung                               | Disziplin    | Platz | Name                                                              |
| --------- | ------------------------------------------- | ------------ | ----- | ----------------------------------------------------------------- |
| 1945/1946 | Dänemark: Internationale Meisterschaften    | Herrendoppel | 1     | Preben Dabelsteen / Jørn Skaarup                                  |
| 1945/1946 | Dänemark: Einzelmeisterschaften             | Herrendoppel | 1     | Jørn Skaarup / Preben Dabelsteen, Nykøbing F                      |
| 1946/1947 | Dänemark: Einzelmeisterschaften             | Herrendoppel | 1     | Jørn Skaarup, Nykøbing F BK / Preben Dabelsteen, Frederiksberg BK |
| 1946/1947 | Dänemark: Internationale Meisterschaften    | Herrendoppel | 1     | Preben Dabelsteen / Jørn Skaarup                                  |
| 1947      | All England                                 | Herrendoppel | 2     | Jørn Skaarup / Preben Dabelsteen                                  |
| 1947/1948 | Dänemark: Einzelmeisterschaften             | Herrendoppel | 1     | Jørn Skaarup, Frederiksberg BK / Preben Dabelsteen, Københavns BK |
| 1948      | All England                                 | Herrendoppel | 1     | Preben Dabelsteen / Børge Frederiksen                             |
| 1950      | All England                                 | Herrendoppel | 1     | Jørn Skaarup / Preben Dabelsteen                                  |
| 1950/1951 | Dänemark: Einzelmeisterschaften             | Herrendoppel | 1     | Jørn Skaarup / Preben Dabelsteen, Københavns BK                   |
| 1954      | Niederlande: Internationale Meisterschaften | Herrendoppel | 1     | Jørn Skaarup / Preben Dabelsteen                                  |
| 1955/1956 | Dänemark: Einzelmeisterschaften             | Herrendoppel | 1     | Jørn Skaarup / Preben Dabelsteen, Københavns BK                   |